# Arbeidersschaak
Arbeidersschaak is het schaakspel dat door georganiseerde arbeiders gespeeld wordt. Het fenomeen verscheen met name in Nederland aan het eind van de 19e eeuw toen de arbeidersbeweging opkwam en kende zijn hoogtepunt gedurende het interbellum toen vele arbeidersschaakverenigingen ontstonden en zelfs Arbeiders Schaakbond Holland opgericht werd. Deze bond hield het echter niet lang vol en de meeste van de arbeidersschaakverenigingen waren bij het uitbreken van de Tweede Wereldoorlog weer verdwenen, terwijl enkele verenigingen met andere schaakverenigingen fuseerden.

## Geschiedenis
Aan het begin van de 19e eeuw was Nederland een standenmaatschappij, waarvan een fractie uit hogere burgerij bestond, een kwart kleine burgerij en bijna driekwart arbeiders.  Er was toen nauwelijks verschil in stand tussen boeren en arbeiders. In de loop van deze eeuw nam het aanzien van militairen af, terwijl die van artsen, notarissen en onderwijzers toenam. Ook de status van de boer nam toe: in het begin van de 19e eeuw was er nauwelijks verschil in stand tussen boeren en arbeiders, maar dat was rond 1875 enorm geworden. Door verzuiling trad een kentering op waarbij verschillende sociale groepen afhankelijk van sociale status, religie en inkomen met elkander omgingen.
Tegen het eind van de 19e eeuw was de arbeidersbeweging in opkomst. Geïnspireerd onder meer door Multatuli, leidde de emancipatiestrijd tot initiatieven om het schaken bij de arbeider te brengen. Socialistische intellectuelen meenden dat het spelletje de arbeider kon 'verheffen.' Arbeidersverenigingen werden opgericht en lidmaatschapsprijzen werden laag gehouden om het betaalbaar te houden voor de krap bij kas zittende arbeider. Een voorbeeld hiervan was de oprichting van de Utrechtse Schaakvereeniging voor Werklieden die in 1888 uit Schaakclub Utrecht voortkwam. In 1919 trad de arbeidswet in werking, waarbij de arbeidstijden werden verkort en arbeiders meer vrije tijd hadden. Dit leidde eveneens tot de oprichting van nieuwe schaakverenigingen, zoals de Delftsche Arbeiders Schaakclub (DASC).
Tijdens het interbellum zou de verzuiling binnen de schaakwereld geen voet aan de grond hebben gekregen. Er waren slechts enkele schaakverenigingen van protestants-christelijke of rooms-katholieke leest, er waren wel meerdere arbeidersschaakverenigingen, die in Nederland vooral in deze periode ontstonden. Keetman toont echter dat verzuiling wel degelijk speelde in de schaakwereld: in Rotterdam vereenvoudigde Arbeiders Schaakclub Rotterdam binnen enkele jaren naar 'Rotterdam', omdat men inzag dat het niet bevorderlijk was voor de aanwas met 'andersgelovige' schakers.
Het is twijfelachtig of de arbeidersschaakverenigingen hun doelgroep bereikten: schaken kreeg in de 20e eeuw de status van denksport en dat was vermoedelijk nog altijd een elitaire bezigheid dat binnen arbeiderskringen met argwaan aanschouwd werd.
Tussen 1935 en 1937 was de Arbeiders Schaakbond Holland actief, dat los stond van de toenmalige Nederlandse Schaakbond. Het had een eigen tijdschrift, de Arbeiders-Schaak: Maandblad van den Arbeiders-Schaakbond Holland.

### Elders
In Wenen werden schaakwedstrijden door schaakverenigingen in koffiehuizen georganiseerd. Café Central is hiervan een beroemd voorbeeld. Naast schaakkampioenen kwamen er ook de leiders van de arbeidersbeweging bij elkaar, zoals de revolutionair Trotski die hier dagelijkse schaakte voordat hij in 1914 naar Rusland vertrok.

## Arbeidersschaakverenigingen in Nederland
| Plaats     | Vereniging                                                       | Jaren      | Opmerking                                            |
| ---------- | ---------------------------------------------------------------- | ---------- | ---------------------------------------------------- |
| Utrecht    | Schaakmat                                                        | ?-1920     |                                                      |
| Utrecht    | Utrechtsche Werkliedenschaakvereniging                           | 1888-1915? |                                                      |
| Utrecht    | Utrechtsche Arbeiders Schaakclub                                 | 1937-1939  |                                                      |
| Leiden     | Leidsche Volksschaakclub (L.V.S.C.) > Leidse Schaakclub Philidor |            |                                                      |
| Amsterdam  | Schaakclub Ons Huis                                              | 1892-19??  |                                                      |
| Arnhem     | Schaakmat                                                        | 1896-?     |                                                      |
| Haarlem    | Haarlemsch schaakgezelschap                                      | 1896-?     |                                                      |
| Rotterdam  | Nieuwe Rotterdamsche Schaakvereeniging (N.R.S.V.)                | 1894-?     |                                                      |
| Rotterdam  | (Arbeiders) Schaakclub Rotterdam (ASR)                           | 1918-?     |                                                      |
| Amsterdam  | Schaakclub Max Euwe                                              | 1922-1961  |                                                      |
| Rotterdam  | Schaak- en Bridgevereniging De Rode Spelers                      | 1936-1941  |                                                      |
| Rotterdam  | Zuider Arbeiders Schaakclub                                      | ?-1940     |                                                      |
| Den Haag   | Haagsche Arbeiders Schaakvereniging                              | ?-1926-?   |                                                      |
| Delft      | Delftsche Arbeiders Schaakclub (D.A.S.C.)                        | 1921-?     |                                                      |
| Groningen  | Arbeiders Schaakvereeniging (A.S.V.)                             | 1932-1945  | gefuseerd met Oosterpark en Pivo tot S.V. Dr. Lasker |
| Vlissingen | Arbeiders Schaakvereeniging                                      |            |                                                      |

## Galerij

Schakende arbeiders wereldwijd
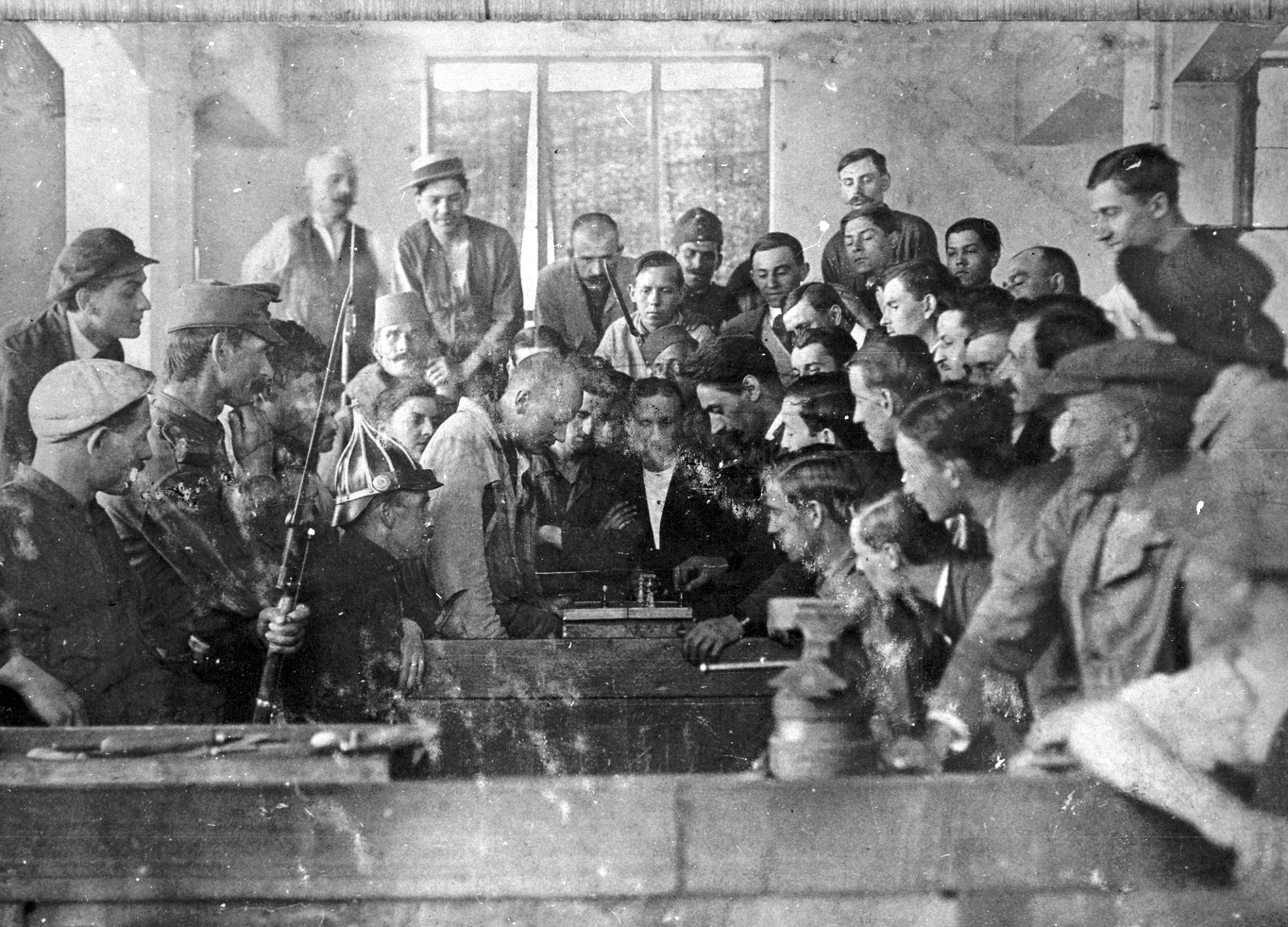
Hongaarse arbeiders spelen schaak tijdens een staking in een wapenfabriek (1917).
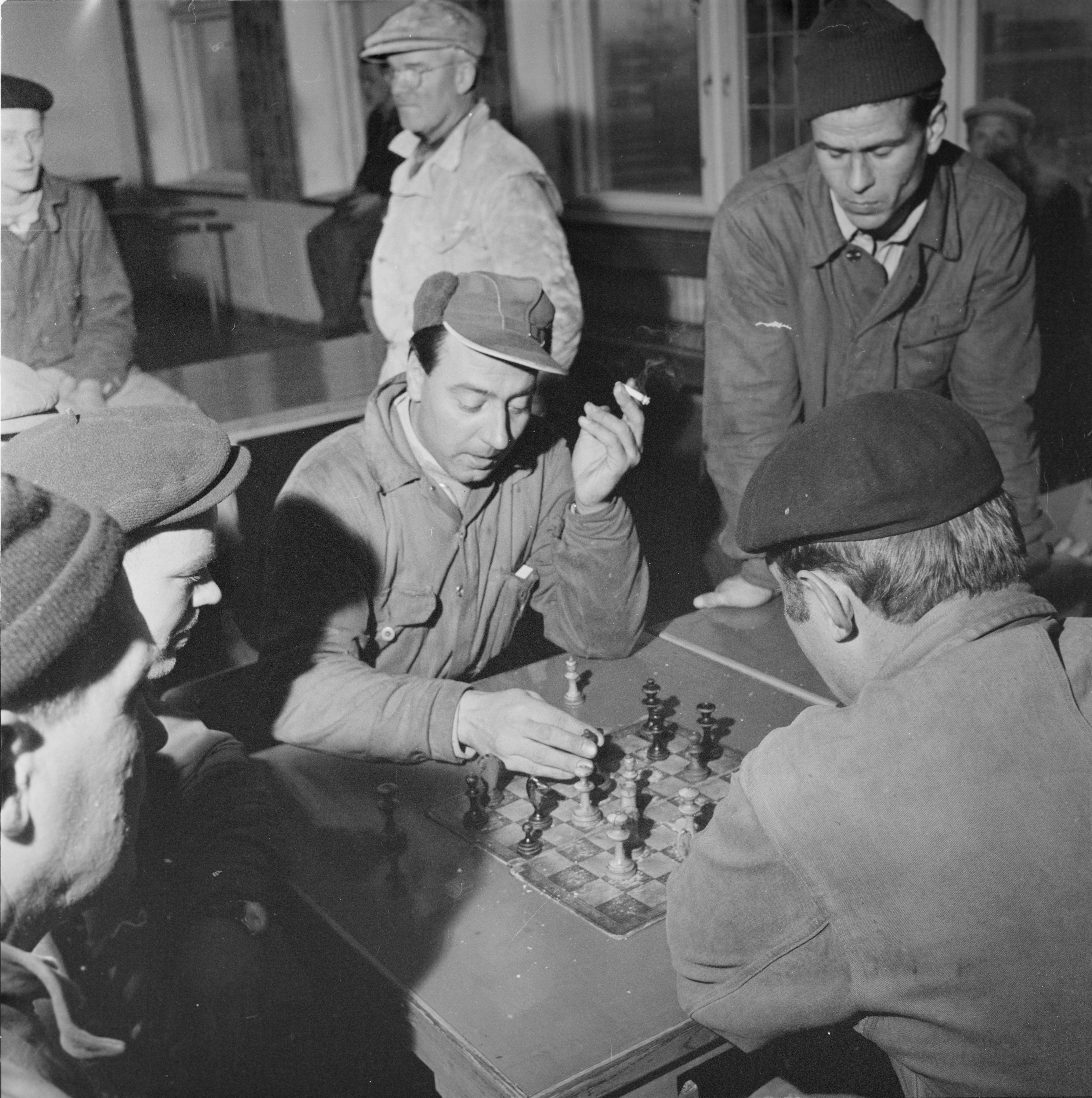
Wachtend op een opdracht spelen Finse dokwerkers een partijtje (1958).
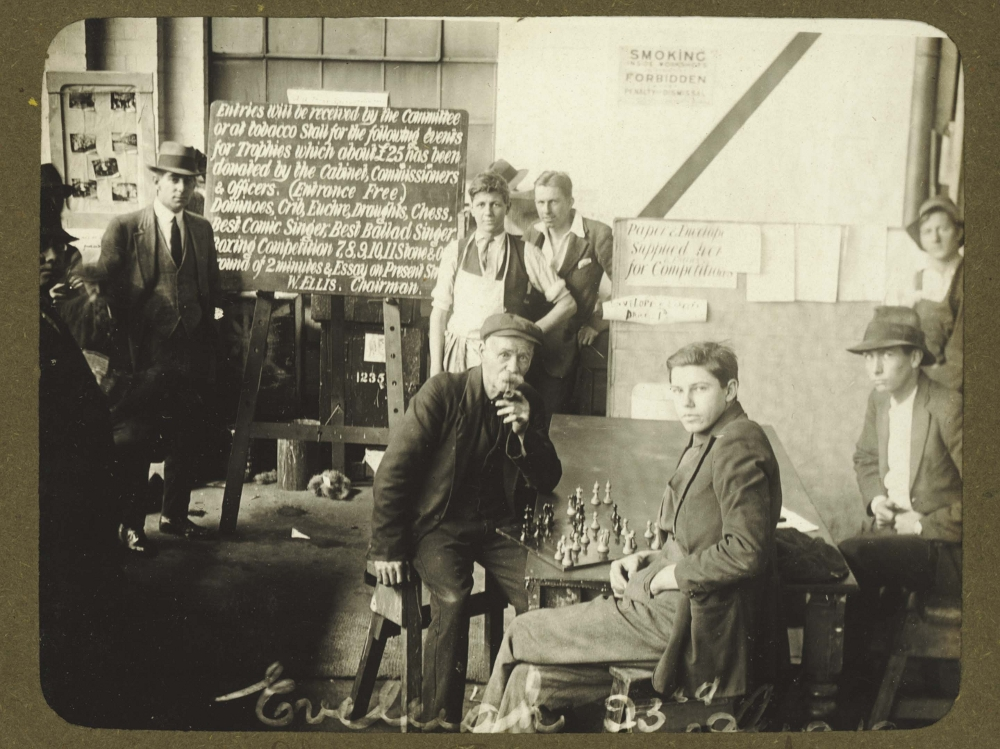
Australische spoorwegwerkers spelen een potje gedurende een staking (1917)